# Berliner Konferenz 1880
Die Berliner Konferenz ist die vom 16. Juni bis zum 1. Juli 1880 abgehaltene Konferenz zur Regelung der osmanisch-griechischen Grenze, an der europäische Bevollmächtigte teilgenommen haben.
Nachdem die Verhandlungen zwischen Griechenland und dem Osmanischen Reich über die Abtretung osmanischen Gebiets mit überwiegend griechischer Bevölkerung, wie Thessalien, Epirus und Kreta, erfolglos geblieben waren, wandte sich Griechenland am 21. März 1879 in einem Rundschreiben an die Schutzmächte Russland, Großbritannien und Frankreich.
Auf Vorschlag Englands wurde dann am 16. Juni 1880 die Berliner Konferenz im Auswärtigen Amt in Berlin aufgenommen.

## Verlauf
Fürst Hohenlohe wurde zum Vorsitzenden der Konferenz und Oberst Blume zum Vorsitzenden der gesondert tagenden Militärkommission gewählt. Bevollmächtigte Griechenlands und des Osmanischen Reiches wurden zur Konferenz nicht zugelassen. Dies veranlasste die Hohe Pforte zu der Erklärung, dass sie die Beschlüsse der Konferenz als für sie nicht bindend ansehen werde. Frankreich machte einen Vorschlag zu einer neuen Grenze, die sich von der Mündung des Flusses Maurolongos bis zu der des Flusses Kalamas hinzog. Dieser Vorschlag wurden von den Bevollmächtigten angenommen. Am 1. Juli unterzeichnete man die Schlussakte, nachdem noch eine Kollektivnote an die osmanische und griechische Regierung vereinbart worden war.
Die Beschlüsse der Konferenz wurden von Griechenland angenommen, von der Pforte jedoch abgelehnt. Dieser Konflikt konnte dann erst 1881 beigelegt werden.

## Teilnehmer

Blau: Teilnehmer der Konferenz
rot: Osmanisches Reich
orange: Griechenland

| Teilnehmer             | Gesandte Personen                                                                 |
| ---------------------- | --------------------------------------------------------------------------------- |
| Deutsches Reich        | Fürst Chlodwig zu Hohenlohe-Schillingsfürst Oberst Wilhelm von Blume              |
| Österreich-Ungarn      | Graf Joszef Széchenyi Generalkonsul von Zwiedinek Oberst Freiherr Isidor von Ripp |
| Frankreich             | Comte de Saint-Vallier Oberst Perier                                              |
| Vereinigtes Königreich | Lord Odo Russell Sir John Lintorn Simmons                                         |
| Russland               | Botschafter Pjotr Alexandrowitsch Saburow Oberst Nikolai Iwanowitsch Bobrikow     |
| Königreich Italien     | Marquis Edoardo de Launay, Botschafter in Berlin General Sironi                   |